# Malakai Tiwa
Malakai Tiwa (1986. október 3. –) Fidzsi-szigeteki válogatott labdarúgó, aki jelenleg a Ba FC játékosa.

## Sikerei, díjai
- Ba FC
  - Fidzsi-szigeteki bajnok: 2008, 2010, 2011, 2012, 2013
  - Fidzsi-szigeteki kupa: 2007, 2010
- Hekari United
  - Pápua új-guineai bajnok: 2010–11